# ويليام هوارد (مهندس)
ويليام هوارد (بالإنجليزية: William Howard)‏ هو مهندس أمريكي، ولد في 1793، وتوفي في 1834.